# Creators: The Past
Creators: The Past es una película italiana de ciencia ficción y fantasía dirigida por Piergiuseppe Zaia, quien también coescribió el guion con Eleonora Fani y compuso la banda sonora. Está protagonizada por Eleonora Fani, Jennifer Mischiati, Bruce Payne y Per Fredrik Åsly en los papeles principales, y cuenta con apariciones especiales de Gérard Depardieu y William Shatner. La historia gira en torno a cómo los destinos de la humanidad son manipulados por una raza de poderosos extraterrestres conocidos como los Creadores.
La película fue anunciada como la primera parte de una trilogía planeada, cuyas siguientes dos entregas serían Creators: The Present y Creators: The Future. La fotografía principal comenzó en 2014, pero la película no se estrenó en cines hasta después de 2020. Su lanzamiento en Italia se vio afectado por la pandemia de COVID-19 y fue un fracaso en taquilla. Posteriormente, generó cierta curiosidad en el país debido a las alusiones del guion a  teorías de conspiración.

## Sinopsis
La película ofrece una explicación ficcional de por qué el fin del mundo maya no pudo suceder.

## Reparto
- Eleonora Fani como Lady Airre
- Bruce Payne como Lord Kal[4]
- Jennifer Mischiati como Sofy
- Per Fredrik Åsly como Alex Walker
- Marc Fiorini como Lord Kanaff
- William Shatner como Lord Ogmha
- Gérard Depardieu como Maestro de la Fe
- Ksenija Prohaska como Dr. Ferrari
- Angelo Minoli como Natan
- Sébastien Foucan como Tammuz
- Yohann Chopin como Chris Walker
- Elio Pascarelli como el joven Natan
- Elisabetta Coraini como Elizabeth
- Pete Antico como Lord Marduke
- Daniel McVicar como Dan Anderson
- Kristina Pimenova como niña cantante
- Jonna Cambrand como Joro
- Mauro Biglino como él mismo
- Piergiuseppe Zaia como Jesucristo

## Producción
La película fue filmada en Italia. Algunas escenas fueron filmadas en el castillo de Verrès y el castillo Savoia.

## Estreno
El tráiler de la película se lanzó el 6 de marzo de 2019. También en 2019, la película se estrenó en China en el Festival Internacional de Cine de Shanghái y en Santa Mónica, Estados Unidos, en la Exposición Internacional de Cine Atlas. La gira promocional comenzó en Italia en el festival Lucca Comics & Games. La película estaba prevista estrenarse en cines el 13 de marzo de 2020 pero se retrasó debido a la pandemia de COVID-19 . La película finalmente se estrenó en los cines de Italia el 8 de octubre de 2020, pero se retiró de la distribución dos semanas después cuando los cines italianos cerraron nuevamente debido al resurgimiento de la pandemia.
La película permaneció totalmente indisponible durante más de dos años, lo que generó cierto interés entre los críticos italianos. El 7 de febrero de 2023 se estrenó en streaming en Amazon Prime, con licencia exclusiva en Italia y Ciudad del Vaticano, con doblajes únicamente en italiano. En 2023 se lanzó un DVD, también con la versión en italiano. La versión en inglés se lanzó posteriormente en los servicios de alquiler de vídeos de Amazon.